# 斯洛伐克普通公民
斯洛伐克普通公民（缩写为VZDOR）是斯洛伐克的一个共产主义政党。该党成立于1998年2月16日，当时取名为贝奇科—革命工人党；2006年10月，改名为斯洛伐克共和国工人党；2006年11月，改名为工人党；2010年5月，改名为公民自由社会党；2011年1月，改名为自由；2014年2月20日，改名为抵抗—劳动党；2023年，改用现名。
该党的政治立场是极左翼。该党的意识形态是共产主义、马克思列宁主义、生态社会主义、欧洲怀疑主义。该党的主席是Miroslav Pomajdík，副主席是Stanislav Pirošík、Jozef Vacula、Martin Jágrik。该党的总部位于比特恰。该党曾是革命政党和组织国际协调的成员。